# Paccius angulatus
Espèce
Paccius angulatus est une espèce d'araignées aranéomorphes de la famille des Trachelidae.

## Distribution
Cette espèce est endémique de la région Sava à Madagascar,. Elle se rencontre dans le parc national de Marojejy.

## Description
Le mâle holotype mesure 8,6 mm.

## Publication originale
- Platnick, 2000 : The tracheline spider genus Paccius (Araneae, Corinnidae) in the Parc National de Marojejy, Madagascar. Fieldiana Zoology, New Series, vol. 97, p. 115-121.